# Свети Димитър (Валандово)
Вижте пояснителната страница за други значения на Свети Димитър.
„Свети Великомъченик Димитър“ или „Свети Димитрий“ (на македонска литературна норма: „Свети Димитар“, „Свети Димитриј“) е възрожденска православна църква в градчето Валандово, югоизточната част на Северна Македония. Част е от Повардарската епархия на Македонската православна църква. Намира се в северозападния дял на града, на площадка върху разклонение на планината Плавуш. Юугозападно от църквата в 1898 година е изградена камбанария, обновена в 1998 г. Църквата е трикорабна и на източната страна завършва с полукръгла олтарна апсида. Средният кораб е по-висок от страничните два, с равни тавани, и на неговия полукръгъл свод е изобразена икона на платно с образа на Исус Христос Вседържител. Покривната конструкция е двускатна и подпряна на два реда симетрично поставени колони от по четири стълба. Иконите в църквата са от XVII, XVIII и XIX век, както и нови от XX век. Сегашният иконостас е изработен в 1988 година от Мишко Миланович и е осветен на 7 април 1989 година от митрополит Михаил Повардарски.